# 제일모직 (1954년~2014년)
제일모직(주)(영어: CHEIL INDUSTRIES INC, 第一毛織)은 삼성그룹 계열의 대한민국 제조기업이었다. 1954년 9월 15일 제일모직 공업 주식회사로 설립되어 이병철에 의해 삼성그룹의 모태 기업으로 출발하였다. 1972년 7월 경북 경산공장을 분리해 제일합섬 (현 도레이첨단소재)을 설립했으며 <골덴텍스> 광고가 1975년 제 3회 한국방송대상 방송윤리위원장상(광고 부문) 수상의 영예를 안았다.
이후 1976년 제일모직 주식회사로 상호를 변경했다. 1970년대에는 패션사업 진출, 1990년대에는 케미칼 사업, 2000년대에는 전자재료 사업에 진출했다.
케미칼 부문은 ABS, PS, Engineering Plastics 등의 합성수지 사업을 시작으로, 현재 고기능 합성수지인 모니터용 난연ABS와 냉장고용 압출ABS 수지는 세계 최고 시장 점유율을 보이고 있다. 1997년부터 생산을 시작한 인조대리석 사업은 세계 최초 투명 인조대리석을 출시했다.
반도체봉지재 EMC로 개발로 시작된 제일모직 전자재료 사업은 2002년 구미에 IT생산 단지를 준공해 2차 전지용 전해액, 전자파폐재인 EMS, LCD용 CR, 반도체용 CMP Slurry 등을 양산하면서 본격적인 궤도에 올라 세계 시장에서 경쟁력을 높여 가고 있다.
2007년 3월 코스닥 상장기업인 에이스디지텍을 인수하여 LCD 패널의 핵심소재인 편광필름 사업을 시작하였고, 이를 통해 미래 신수종사업의 본격적인 확대 및 차세대 경쟁력 향상을 위한 기반을 강화했다.
이사회는 사내이사 3인, 사외이사 4인으로 구성된다. 2010년 기준으로 사내이사는 황백, 이장재, 전철환 이사이며, 사외이사는 김영진, 김성진, 강혜련, 홍석주 이사이다.
2013년 12월  삼성물산|패션부문|제일모직 에서
삼성물산|삼성에버랜드 로 상호가 변경됐다가 2014년 7월 1일
삼성SDI에 흡수합병되어 7월 2일 다시 삼성물산|패션부문|제일모직 으로
상호가 변경됐었으며 현재의 상호
삼성물산|패션부문으로 다시 변경됐다.

## 역사
1954년 모직복지제조업으로 창업한 이래 각종 화학소재업과 패션업을 병행해오다 삼성그룹차원의 경영권 승계전략에 의하여 2014년 사업부를 2분할하여 패션업은 삼성에버랜드에게로 나머지 화학소재업은 삼성SDI로 양수하면서 폐업하였으며 의류에서 난 이익으로 건설, 유통 등으로 무리한 사업확장을 하다가 1998년 1월 부도를 맞았던 나산 인수 물망에 오르기도 했다.
- 1954년 9월 15일: 제일모직공업 주식회사 설립
- 1956년: 한국 최초 기성원단 골덴텍스 시판
- 1961년: 한국 최초 복지 해외수출
- 1965년: 한국 최초 울 마크 사용권 획득(IWS)
- 1972년: 7월 경산공장 분리, 제일합섬 주식회사 설립
- 1975년: 증권거래소 주식 상장, 품질경영대상 수상
- 1976년: 상호명을 제일모직공업 주식회사에서 제일모직 주식회사로 변경
- 1983년: 신사복 갤럭시 출시
- 1985년: 골덴텍스VIP2000 출시
- 1987년: 제일모직 기술로 만든 올카펫트 브랜드 골덴카펫트 출시
- 1988년: 제일모직 의류사업부 새이름 제일모직 하티스트 브랜드 론칭
- 1988년: 장미모사 수퍼라이트 출시
- 1991년: 골덴텍스 프레지던트 출시
- 1992년: 세계 최초 113만 본 카펫 개발
- 1994년: 골덴텍스 월드베스트 출시
- 1994년: 화성 연구소, 국내 최초 영구제전 ABS 수지 개발, 섬유업계 최초 국제표준화기구 9002인증 획득
- 1996년: 대구 공장, 구미 공장과 통합 및 이전[6]
- 1998년: 한국생산성본부 주최 고객만족도 신사복 부문 1위
- 1999년: 에스에스패션 매수 및 통합[7]
- 2000년: 화학 분야로 증권거래소 업종 등록 변경, 칠성동2가 옛 제일모직 대구공장 부지에 대구오페라하우스 기공
- 2003년 8월 7일: 대구오페라하우스 완공, 기증
- 2006년: 아시안게임 공식 후원사
- 2007년: 빈폴 부산국제영화제 스폰서, 세계 최초 '입체 고투명 인조대리석' 개발
- 2013년 12월: 패션 부문 삼성에버랜드로 이관
- 2014년 7월 1일: 남은 합섬소재 사업부문은 삼성SDI로 흡수 합병[8]
- 2014년 7월 4일: 패션사업을 인수한 삼성에버랜드는 회사명을 제일모직으로 변경[9]
- 2015년 9월 1일: 삼성물산-제일모직 합병

## 사업 부문

### 화학
지난 1989년 사업 다각화를 통해 새로운 성장기회를 확보하고자 케미칼 사업에 진출했다. 전남 여수에 케미칼 공장을 설립해 합성수지인 ABS, PS와 기능성수지인 SAN, EPS, EP 등을 생산한 데 이어, 1993년에는 건자재 사업인 인조대리석 사업에 진출, 사업영역을 확장해 왔다. 2000년에는 세계 최초로 친환경 난연 ABS 수지를 개발했다. 모니터용 및 TV용, 냉장고용 수지는 시장 점유율 세계 톱3 안에 들어가는 월드베스트 제품이다.

#### 주요 제품
- 난연 ABS

모니터 등 전자제품의 외장재로 사용되는 난연 ABS는 세계시장점유율 1위를 기록하고 있다.
- 압출(Sheet)ABS

압출 ABS 수지는 냉장고의 내부를 구성하는 핵심소재로 세계 1위의 시장점유율 기록하고 있다.
- 난연 HIPS(Hi-Impact PS)

불에 타지 않는 난연제를 HIPS와 혼합해 대형TV 하우징등의 용도에 사용되며, 유해물질이 없는 친환경 월드베스트 제품이다.
- 내스크래치 수지

무도장이 가능한 고외관 내스크래치 수지로 Flat TV, 고급 생활가전 등 고급제품에만 적용되고 있는 프리미엄 수지이다.
- 고충격 PC(Polycarbomate), PC/ABS

휴대폰 슬림화로 인해 더욱 필요성이 대두된 강성 특성이 좋은 수지로 휴대폰 외장재 및 전지 전자, 정밀기계, 의료기기 등의 외장재로 사용되고 있다. 현재 국내 휴대폰 외장재용 수지 시장의 50%이상을 점유하고 있다.

### 전자재료 사업
1996년 반도체 봉지재인 EMC 출시를 시작으로, 편광필름, 확산판, CR 등의 LCD관련 소재와 Paste 등의 PDP소재까지 현재에는 IT산업 전 분야에 진출해 있다. 삼성전자, 삼성SDI 등 IT 관련 Captive user왕의 활발한 교류를 바탕으로 사업의 성장규모가 가속화되고 있다. 2007년 3월, 에이스디지텍을 인수해 LCD패널의 핵심소재인 편광필름 사업을 개시했다.

#### 주요제품
- EMC(Epoxy Molding Compound) / 액상봉지재 (Liquid Encapsulant)

다양한 외부환경으로부터 반도체 회로를 효과적으로 보호하는 회로 보호재
- CMP Slurry (Chemical Mechanical Polishing Slurry)

반도체의 미세 pattern 및 적충회로 구성시 단차제거를 위한 웨이퍼 연마공정에 사용되는 재료
- 편광필름

LCD의 광원에서 발생되는 빛의 방향성을 조절해 주며 LCD의 구동원리의 근간이 되는 필름
- 확산판

LCD-TV 내부의 백라이트 유닛(Black Light Unit)에 조립되어 램프에서 나오는 빛을 화면으로 일정하게 전달하는 기능을 하는 광학용 고투명 재료
- CR(Color Regist)

LCD의 핵심부품인 칼라 필터를 제조하는 데 사용되는 감광성 안료분산제.
- ACF(Anisotropic Conductive Film)

미세한 도전 입자를 분산시켜 만든 접착용 필름으로 FPD(평판디스플레이)의 미세 회로접속에 있어서 필수적인 접속재료
- Paste

MLCC 및 PDP의 전극형성 및 절연 구성물질 제조에 사용되는 고점도의 액상 도전 또는 절연성 물질

### 패션부문
패션부문은 대한민국 패션의 역사를 주도하며 갤럭시, 빈폴 등 대표브랜드를 통해 남성복과 캐주얼을 중심으로 큰 성공을 거두었다. 이를 바탕으로 액세서리, 아동복, 아웃도어 등 라인을 확장하는 한 편, KUHO, 르베이지 등의 여성복브랜드와 SPA브랜드 에잇세컨즈 등 브랜드 포트폴리오를 다각화해 국내 1위 패션기업으로 자리매김하였다. 또한 국내 최고의 패션전문가들로 구성된 삼성패션연구소와 국내 최대의 패션정보 요람인 삼성디자인넷(www.samsungdesign.net)을 통해 On-Off Line을 망라한 새로운 패션문화를 열어가고 있으며, 삼성패션디자인펀드(SFDF)와 같은 신진 디자이너 후원 사업으로 젊은 디자이너들이 꿈을 실현할 수 있도록 기회를 열어주고 있다. 또한, 준지(Juun.J)와 같은 세계 톱 브랜드를 육성하는 등 글로벌 패션시장으로의 진출을 가속화하여 한국 패션산업 발전의 선구자로서의 역할 뿐만 아니라 세계시장에 한국 패션의 우수성과 위상을 전파하는 '글로벌 패션 컴퍼니'로 성장하고 있다.

## 같이 보기
- 제일모직 축구단